# Toro Point
Der Toro Point (spanisch Punta Toro) ist eine Landspitze auf der nordwestlichen Seite der Trinity-Halbinsel im Grahamland auf der Antarktischen Halbinsel. Sie bildet den südlichen Ausläufer der Schmidt-Halbinsel an der Nordseite der Einfahrt zur Unwin Cove.
Teilnehmer der 5. Chilenischen Antarktisexpedition (1950–1951) benannten die Landspitze nach dem chilenischen Luftwaffenoffizier Carlos Toro Mazote Granada, der zur Mannschaft dieser Forschungsreise gehörte und bereits 1947 auf der benachbarten Bernardo-O’Higgins-Station stationiert war.